# Rita Horst
 (janvier 2019).
Si vous disposez d'ouvrages ou d'articles de référence ou si vous connaissez des sites web de qualité traitant du thème abordé ici, merci de compléter l'article en donnant les références utiles à sa vérifiabilité et en les liant à la section « Notes et références ».
Rita Horst, née le 12 mai 1957 à  Amsterdam,,, est une réalisatrice, productrice et scénariste néerlandaise.

## Filmographie
- 1990 : Romeo
- 1999-2000 : De Daltons (nl)
- 2001 : Sinterklaasjournaal (nl)
- 2002 : Knofje (nl)
- 2005 : Allerzielen (nl)
- 2006 : Evelien (nl)
- 2007-2008 : De Daltons, de jongensjaren (nl)
- 2009 : Het Sinterklaasjournaal: De Meezing Moevie (nl)
- 2010 : Iep! (nl)
- 2011 : Van God los (nl)
- 2012 : Moeder, ik wil bij de Revue (nl)
- 2015 : Goedenavond, Dames en Heren (nl)
- 2015-2016 : De Fractie (nl)
- 2017 : B.A.B.S. (nl)
- 2018 : Exportbaby